# Calocalanus pavo
Calocalanus pavo är en kräftdjursart som först beskrevs av James Dwight Dana 1852.  Calocalanus pavo ingår i släktet Calocalanus och familjen Paracalanidae. Inga underarter finns listade i Catalogue of Life.

## Bildgalleri

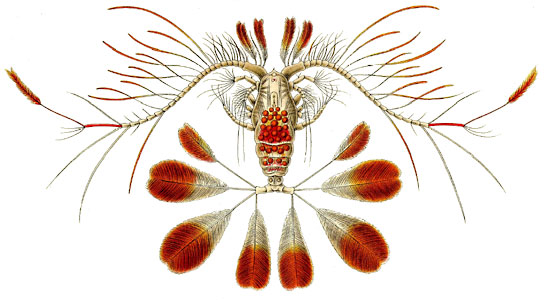
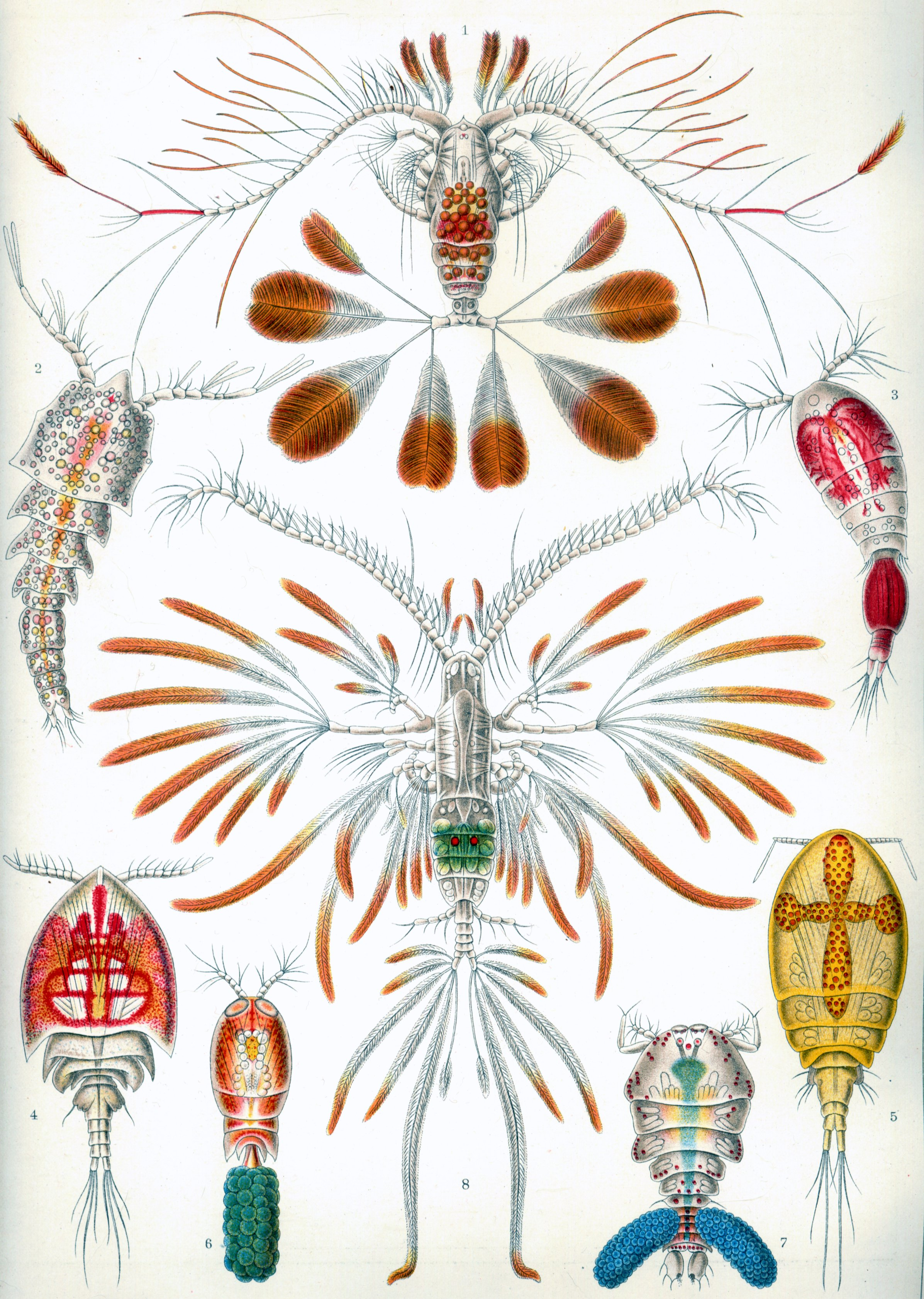